# Corynorhynchus tibarisae
Corynorhynchus tibarisae är en insektsart som beskrevs av Liana 1980. Corynorhynchus tibarisae ingår i släktet Corynorhynchus och familjen Proscopiidae. Inga underarter finns listade i Catalogue of Life.